# Jaurim
Jaurim (hangul: 자우림; que significa Floresta Roxa) é uma banda de rock sul-coreana formada em 1997. A banda conquistou reconhecimento através de seu primeiro single de nome "Hey Hey Hey' (como parte da trilha sonora de 꽃 을 든 남자; A Man who is holding Flowers) e desde então, dentre sua discografia, fazem parte dez álbuns de estúdio bem como outros lançamentos. 

## Membros
- Kim Yoon-ah (김윤아) – vocal, guitarra, teclado, composição
- Goo, Tae-hoon (구태훈) – bateria, percussão
- Kim, Jin-man (김진만) – baixo, guitarra
- Lee, Sun-kyu (이선규) – guitarra, vocais

## Discografia

### Álbuns de estúdio
| Título                                                                         | Detalhes do álbum | Melhores posições nas paradas | Vendas          |
| Título                                                                         | Detalhes do álbum | COR                           | Vendas          |
| Coreano                                                                        | Coreano | Coreano                       | Coreano         |
| ------------------------------------------------------------------------------ | --- | ----------------------------- | --------------- |
| Purple Heart                                                                   | - Lançamento: 22 de novembro de 1997 - Gravadora: Nanjang Music - Formatos: CD, cassete Lista de faixas 1. 밀랍천사 2. 파애 3. 일탈 4. 욕 5. 격주 코믹스 6. 안녕, 미미 7. 애인 발견!!! 8. 이틀 전에 죽은 그녀와의 채팅은 9. 어른 아이 10. 마론인형 11. 예뻐 12. Violent Violet | Sem data                      | Sem data        |
| Lover (戀人)(연인)                                                             | - Lançamento: 20 de novembro de 1998 - Gravadora: Nanjang Music - Formatos: CD, cassete Lista de faixas 1. 연인 (戀人) 3/3 2. 미안해 널 미워해 3. 김가만세 (金家萬歲) 4. 낙화 (落花) 5. 연인 (戀人) 2/3 (Lover) 6. 동두천 Charlie 7. 이런데서 주무시면 얼어죽어요 8. 그래, 제길, 나 이렇게 살았어 9. 숨은그림찾기 10. 연인 (戀人) 1/3 (Queen) 11. 하늘로 가는 상자 12. 아파 13. 알아 14. 연인 (戀人) 3/3 (Angel) | 18                            | - COR: 146,245+ |
| B-Sides (B定規作業)(비정규작업)                                                | - Lançamento: 27 de outubro de 1999 - Gravadora: Nanjang Music - Formatos: CD, cassete | 13                            | - COR: 80,655+  |
| The Wonderland                                                                 | - Lançamento: 4 de julho de 2000 - Gravadora: Nanjang Music - Formatos: CD, cassete Lista de faixas 1. 미쓰코리아 2. 매직 카펫 라이드 3. 뱀 4. 새 5. 오렌지 마말레이드 6. Summerday Blues 7. www.사이버디지탈.com 8. 꿈의 택배편 9. 벌레 10. 그녀와 단둘이 11. 적루 (赤淚) 12. 마왕 | 48                            | - COR: 205,856+ |
| 04                                                                             | - Lançamento: 6 de setembro de 2002 - Gravadora: Nanjang Music - Formatos: CD, cassete Lista de faixas 1. #1 2. 우리를 위해 기도해 주세요 3. Hey Guyz 4. Vlad 5. Good Morning 6. 벨벳소로우 7. 팬이야 8. 르샤마지끄 9. 수사반장 10. only one 11. 望鄕(망향) 12. 無言歌(무언가) 13. 11 | 20                            | - COR: 176,547+ |
| All You Need is Love                                                           | - Lançamento: 16 de outubro de 2004 - Gravadora: T Entertainment - Formatos: CD, cassete Lista de faixas 1. Luv Pill 2. 하하하쏭 3. 사랑의 병원으로 놀러 오세요 4. I Saw Him 5. 거지 6. 曠野 7. 우리에게 내일은 없다 8. 惡夢 9. 실리콘밸리 10. 파트너 11. 17171771 12. Social Life 13. Truth | 5                             | - COR: 98,426+  |
| Ode to Youth (靑春禮瓚)                                                        | - Lançamento: 1 de outubro de 2005 - Gravadora: T Entertainment - Formatos: CD, cassete Lista de faixas 1. Another Day In Paradise 2. Girl, You'll Be A Woman Soon 3. Starman 4. Angel 5. Take A Bow 6. Social Life 7. 누구라도 그러하듯이 8. Gloomy Sunday 9. Penny Royal Tea 10. Lover's Rock 11. Summertime 12. Even Flow 13. 새 14. Goodbye To Romance 15. 청춘예찬(靑春倪瓚) | 5                             | - COR: 33,809+  |
| Ashes to Ashes                                                                 | - Lançamento: 20 de outubro de 2006 - Gravadora: T Entertainment - Formatos: CD, cassete Lista de faixas 1. Seoul Blues 2. Loving Memory 3. Jester Song 4. You and Me 5. Summer Slumber 6. 죽은 자들의 무도회 7. Beautiful Girl 8. Over And Over Again I Think Of You 9. 6월 이야기 10. 위로 11. Old Man 12. Blue Devils 13. Good Boy 14. OH, MAMA! 15. 샤이닝 | 8                             | - COR: 27,367+  |
| Ruby Sapphire Diamond                                                          | - Lançamento: 9 de junho de 2008 - Gravadora: Love Engineering - Formato: CD Lista de faixas 1. Oh, Honey! 2. 幸福한 王子 3. Something Good 4. Drops 5. 20세기 소년소녀 6. 반딧불 7. Carnival Amour 8. Love Rock'n Roll 9. 27 10. 옛날 11. The Devil 12. Poor Tom 13. Blue Marble | 5                             | - COR: 26,117+  |
| Conspiracy Theory (陰謀論)(음모론)                                             | - Lançamento: 18 de agosto de 2011 - Gravadora: Soundholic Entertainment - Formatos: CD, download digital Lista de faixas 1. HAPPY DAY 2. IDOL 3. EV1 4. 꿈에 5. PEEP SHOW 6. RED RAIN 7. 혼자가 아니야 8. 답답 9. from:me@iwaswrong.com to:you@aremy.net 10. 피터의 노래 11. Snowdrop | —                             | —               |
| Goodbye, Grief                                                                 | - Lançamento: 14 de outubro de 2013 - Gravadora: Soundholic Entertainment - Formatos: CD, download digital Lista de faixas 1. Anna 2. Dear Mother 3. 님아 4. 템퍼스트 5. I Feel Good 6. 스물다섯, 스물하나 7. 무지개 8. Dancing Star 9. 전하고 싶은 말 10. 이카루스 11. 슬픔이여 이제 안녕 | 3                             | - COR: 17,831+  |
| Jaurim                                                                         | - Lançamento: 22 de junho de 2018 - Gravadora: Interpark Entertainment - Formatos: CD, download digital Lista de faixas 1. 狂犬時代 2. 아는 아이 3. Sleeping Beauty 4. 있지 5. 영원히 영원히 6. Give Me One Reason 7. Psycho Heaven 8. Other One’s Eye 9. Over the Rainbow 10. XOXO | 17                            | - COR: 3,682+   |
| Japonês                                                                        | |                               |                 |
| #1                                                                             | - Lançamento: 18 de junho de 2003 - Gravadora: Nippon Columbia - Formato: CD Lista de faixas 1. Hey Guyz (Korean Ver.) (ヘイガイズ) 2. Vlad (ブラッド) 3. Please Pray For Us (プリーズ・プレイ・フォー・アス) 4. Good Morning (グッド・モーニング) 5. Only One (オンリー・ワン) 6. 마론 인형 (マロン人形) 7. 오렌지 마말레이드 (オレンジ・マーマレード) 8. Hey, Hey, Hey (ヘイ・ヘイ・ヘイ) 9. Waxing Helena (ワキシング・ヘレナ) 10. 부장형사 (部長刑事) 11. 망향 (望郷) 12. 1 13. Hey Guyz (Japanese Ver.) (ヘイ・ガイズ) | —                             | —               |
| "—" denota que o álbum não entrou na parada ou não foi lançado naquela região. | |                               |                 |

### Compilações e álbuns ao vivo
| Título                                       | Detalhes do álbum                                                                        | Melhores posições nas paradas | Vendas   |
| Título                                       | Detalhes do álbum                                                                        | COR                           | Vendas   |
| -------------------------------------------- | ---------------------------------------------------------------------------------------- | ----------------------------- | -------- |
| True live album                              | - Lançamento: 1 de junho de 2001 - Gravadora: Nanjang Music - Formatos: CD, cassete      | —                             | —        |
| Best A/W Collection                          | - Lançamento: 17 de novembro de 2009 - Gravadora: Barunson - Formato: CD                 | Sem data                      | Sem data |
| Best S/S Collection                          | - Lançamento: 13 de abril de 2010 - Gravadora: Barunson - Formatos: CD, download digital | —                             | —        |
| "—" denota que o álbum não entrou na parada. |                                                                                          |                               |          |

### Extended plays (EPs)
| Título                            | Detalhes do álbum                                                                | Melhores posições nas paradas | Vendas   |
| Título                            | Detalhes do álbum                                                                | COR                           | Vendas   |
| --------------------------------- | -------------------------------------------------------------------------------- | ----------------------------- | -------- |
| Untitled Records (제목 없는 음반) | - Lançamento: 29 de setembro de 2009 - Gravadora: Love Engineering - Formato: CD | Sem data                      | Sem data |

### Singles
| Título                                        | Ano                    | Melhores posições nas paradas | Vendas                 | Álbum                  |
| Título                                        | Ano                    | COR                           | Vendas                 | Álbum                  |
| Como artista principal                        | Como artista principal | Como artista principal        | Como artista principal | Como artista principal |
| --------------------------------------------- | ---------------------- | ----------------------------- | ---------------------- | ---------------------- |
| "Loving Memory"                               | 2007                   | Sem data                      | Sem data               | Ashes to Ashes         |
| "EV1"                                         | 2011                   | 45                            |                        | Conspiracy Theory      |
| "Idol"                                        | 2011                   | 37                            |                        | Conspiracy Theory      |
| "Icarus"                                      | 2013                   | 47                            |                        | Goodbye, Grief         |
| "XOXO"                                        | 2017                   | —                             | —                      | Jaurim                 |
| Participação em trilha sonora                 |                        |                               |                        |                        |
| "Phrygia" (프리지아)                          | 2007                   | Sem data                      | Sem data               | The Wonder Years OST   |
| "Carnival Amour"                              | 2008                   | Sem data                      | Sem data               | Antique OST            |
| "Something Good"                              | 2008                   | Sem data                      | Sem data               | Antique OST            |
| "Boating Song" (뱃노래)                       | 2010                   | —                             | —                      | The Great Merchant OST |
| "—" denota que a canção não entrou na parada. |                        |                               |                        |                        |